# Шамери ле Де
Шамери ле Де (фр. Chémery-les-Deux) насеље је и општина у североисточној Француској у региону Лорена, у департману Мозел која припада префектури Буле Мозел.
По подацима из 2011. године у општини је живело 484 становника, а густина насељености је износила 48,26 становника/km². Општина се простире на површини од 10,03 km². Налази се на средњој надморској висини од 230 метара (максималној 284 m, а минималној 209 m).

## Демографија
| 1962. | 1968. | 1975. | 1982. | 1990. | 1999. | 2011. |
| ----- | ----- | ----- | ----- | ----- | ----- | ----- |
| 294   | 310   | 317   | 405   | 395   | 381   | 484   |

График промене броја становника у току последњих година